# Palacio de Huitzimengari

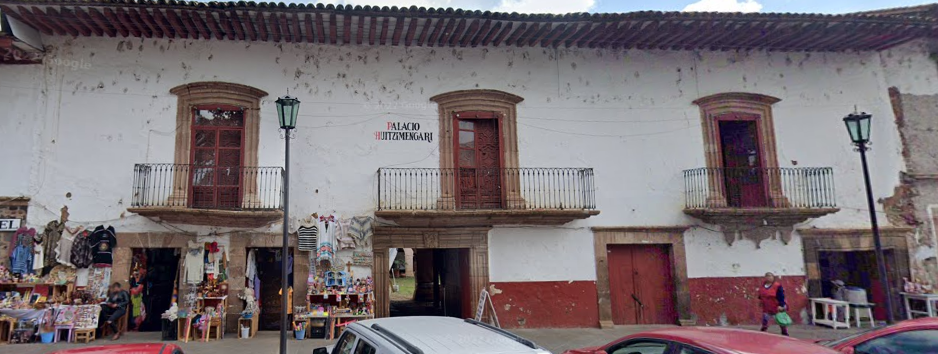
Fachada del Palacio de Huitzimengari.

El Palacio de Huitzimengari o Casa del Gobernador es un edificio histórico que alberga el centro artesanal. Se localiza en el lado norte de la plaza Vasco de Quiroga de la ciudad de Pátzcuaro, Michoacán, México.
Es una casona que data del siglo XVI, considerada como una de las construcciones más antiguas de Pátzcuaro, la cual perteneció a don Antonio Huitzimengari, hijo de Tangáxoan Tzíntzicha, ahijado del virrey Antonio de Mendoza y último gobernador de la Provincia de Michoacán. El palacio, además de ser usado como residencia, era utilizado como un centro de gobierno, y en cierto sentido, como una casa del pueblo, de la comunidad.
La fachada del edificio es singular por la ausencia de portales. Ésta se compone por cinco puertas, tres de ellas añadidas al concepto original. El vano del acceso principal es de cantería modulada con un mascarón en la parte superior. La parte superior se compone de tres ventanas con balcón, las cuales presentan un cerramiento en arco escarzano.
El edificio presenta dos niveles que se estructuran alrededor de un patio lateral, que es bordeado por un pasillo en forma de «L»; que se delimita con el patio por arcos de medio punto. En el patio se encuentra una fuente de cantera con una planta octogonal. En la parte posterior se encuentra otro patio, mucho más grande. La planta baja estaba destinada a los servicios necesarios para el funcionamiento de la vivienda así como para las actividades del propietario, mientras que la planta alta era utilizada para las funciones y la vida familiar. En esta planta se pueden hallar motivos perrunos en las hojas de algunas puertas, en alusión a la etimología de la palabra «Huitzimengari». Los muros interiores son de adobe, mientras que los exteriores son de piedra.
Actualmente es un centro artesanal a donde acuden indígenas de diferentes regiones a vender sus artesanías, así como para la difusión de la acerca de la cultura purépecha.